# Лінгвістичний атлас
А́тлас лінгвісти́чний (атлас діалектологічний) — зібрання лінгвістичних карт, на яких відображено діалектні явища і їх територіальне поширення. Об'єктом картографування може бути поодинокий мовний факт (слово, значення слова, словоформа, фонема, звук, синтаксична структура, словотвірна модель) або мовне явище як цілісність. Зображення здійснюється на бланках географічних карт за допомогою словесних написань (як у романській і, частково, германській лінгвогеографічних школах) або знаків у вигляді геометричних фігур (кола, трикутника, квадрата та інших) з різною внутрішньою модифікацією чи поєднанням написань і геометричних фігур (лужицький і чеський лінгвістичні атласи). Поширеними засобами графічного зображення є різні види штрихування, заливка площин та ізоглоси. Картографічні знаки застосовують в одному або в багатьох кольорах; протиставлення кольорів є засобом розрізнення картографованих мовних фактів.
Лінгвістичний атлас може об'єднувати карти атомарні (присвячені одній мовній одиниці чи кільком однорідним), синтетичні (на них шляхом зіставлення атомарних карт визначають тенденції диференціації діалектного простору) і класифікаційні (карти діалектного членування — узагальненого поділу континууму на наріччя й діалекти). Матеріал для лінгвістичних атласів збирають шляхом безпосереднього спостереження за говорами відповідно до спеціальної програми-питальника у попередньо визначених населених пунктах. Мережа населених пунктів рівномірно відображає мовну територію; з метою детального вияву діалектних меж в окремих зонах вона може бути згущена. Оформлюється зібраний діалектний матеріал єдиною фонетичною транскрипцією.

## Різновиди лінгвістичних атласів
Лінгвістичні атласи бувають різних видів. Зокрема:
- загальномовні національні — картографуються діалектні розрізнення у межах усієї території поширення діалектної мови, наприклад, «Атлас української мови», чи її старожитні частини, наприклад, «Диалектологический атлас русского языка», в. 1—3, 1986–1897;
- регіональні:
  - загальні — зображуються елементи різних рівнів певної території чи одного структурного рівня: наприклад, усім структурним рівням присвячено виданий у Польщі «Atlas gwar bojkowskich» (t. 1—7, 1980—91), лише лексиці — «Лінгвістичний атлас українських народних говорів Закарпатської області УРСР» Й. Дзендзелівського (ч. 1 —3, 1958—93);
  - проблемні — зображуються лише явища певного кола, наприклад: «Атлас лексичних мадяризмів та їх відповідників в українських говорах Закарпатської області УРСР» П. Лизанця (1976), «Лінгвістичний атлас нижньої Прип'яті» Т. Назарової (1985), у якому картографуються явища, що відбивають наслідки українсько-білоруських міжмовних зв'язків.

Діалектологічні атласи, зокрема регіональні, не можуть протиставлятися монографічним дослідженням діалектів: жоден лінгвістичний атлас, яким би він не був досконалим і повним, не замінить монографічного дослідження діалекту, як і, навпаки, жодне монографічне дослідження діалекту не може замінити собою діалектологічного атласу. Адже ж у діалектологічному атласі можуть знайти своє відбиття лише ті діалектні явища, які на території, охоплюваній атласом, зокрема регіональним, дають протиставлення. Якщо монографічне дослідження діалекту ставить своїм завданням відбити повний стан діалекту чи говору, дати повну лінгвістичну його характеристику, то діалектологічний атлас має своїм завданням насамперед виявити взаємовідносини між говорами на певній території. Отже, ні монографічний, ні лінгвогеографічний аспекти дослідження не взаємовиключають, а доповнюють один одного.
На картах лінгвістичних атласів можуть бути зображені діалектні розрізнення у межах групи споріднених мов.